# 住吉神社 (角田市)
住吉神社（すみよしじんじゃ）は、宮城県角田市にある神社である。旧社格は村社。

## 祭神
- 表筒之男命（別名：磐土神、上地廼雄神）、中筒之男命（別名：赤土神、中地廼雄神）、底筒之男命（別名：底土神）の男命三神を祀る。

## 由緒
住吉神社の鎮座する地は、伊具郡衙や寺院跡とされる「郡山遺跡」の一部になっている。平成17年度に行われた郡山遺跡の発掘調査において、住吉神社に隣接する畑からは「滑石子持ち勾玉」が出土しており、住吉神社付近では平安時代前半（8 - 9世紀頃）には神事や祈願が行われていたと推測されている。
住吉神社は、創建当初は「住吉山医王寺」という山号で崇敬されていた。神仏混合の時代であったため、住吉山医王寺では住吉三神と本地仏である薬師如来を祀り、病気の治療や民衆の安定を図る場所となっていた。
鎌倉時代の後醍醐天皇の御代である嘉暦元年（1326年）3月29日、摂津国（現在の大阪市）に鎮座する住吉神社より住吉三神の御分霊を勧請したことから、「住吉神社」の名称が正式に使えるようになったが、土地の人々からは勧請された年号にちなみ「嘉暦明神」や「枯木明神」と呼ばれ、祭神も住吉三神の上地廼雄命（表筒男命）と中地廼雄命（中筒男命）を祀っていたと記録されている。嘉暦年間の郡山地区は「麻績郷」という伊具郡五郷のうちのひとつになっており、神社付近も陸奥国へ向かう人々などの往来があったという。
安永8年（1780年）に刊行された『安永風土記』によれば、元禄14年頃（1702年）に、藤尾地区大門にあった鬼越山東光院（現在廃寺）の修験者である不動院元真が住吉山医王寺に東光院の末寺として「本山派善光院」を開院し、住吉社と薬師寺を別当所とした。善光院と住吉社はその後火災にあい、寺社の財産や当時の社殿は全て焼失しており、記録資料は残されていないという。院主三代目の善光院真清（明和5年（1768年）の没）代の正徳2年（1712年）には焼失した社殿を再興して、名称を「住吉神社」として村の鎮守社となった。
昭和54年（1979年）に行われた郡山遺跡の発掘調査では、総柱式の南面する建物跡や「複弁蓮華文軒丸瓦」が発掘された。これらは本格的な瓦葺きの建物があったことを示す証拠であり、当時の住吉神社の隆盛と崇敬ぶりをうかがえる資料とされた。住吉神社の神職家である小梨家の歴代墓所には、権僧都や法印の名が残されており、小梨家は代々、善光院の法印（もしくは住吉神社の別当）を勤めていたとされる。
明治13年（1880年）8月、角田県庶務局により神仏分離の通達が出された。当時の法印である法印賢了の子であった小梨善光は、明治15年（1882年）に住吉神社の社掌（現在の宮司にあたる）となり、別当所である枝野地区畑中の薬師寺は善光の弟の賢学が法印となり分立した。その後、小梨善光は現在の住吉神社へ至る基礎を築き上げ、この時をもって住吉神社は寺院と完全に分離した。明治5年（1872年）10月、住吉神社は村社に列せられ、明治40年（1907年）1月に幣帛供進神社に指定された。
小梨善光は大正3年（1914年）に没するが、小梨家に養子となった小梨保則が社掌となった。小梨保則は明治29年から大正4年まで枝野小学校の
校長を務め、退職後は住吉神社の神職として貢献し、昭和3年（1928年）には現在の住吉神社社殿の建立に尽力した。小梨保則の没後は神職不在となり、島田地区に鎮座する延喜式内社の熱日高彦神社や丸森町小斎地区に鎮座の小斎鹿島神社の兼務社となったが、昭和28年に小梨保則の孫嫁が宮司となってから現在に至るまで小梨家が再び住吉神社の社家として奉仕している。

## 境内
- 第一鳥居・第二鳥居
  - 第一鳥居の周囲は畑になっており、参道や畑からは伊具郡衙に使われていたとされる布目瓦などが現在でも発掘されている。
  - 参道の途中には「道祖大神・丑寅居内明神」という石祠が祀られている。

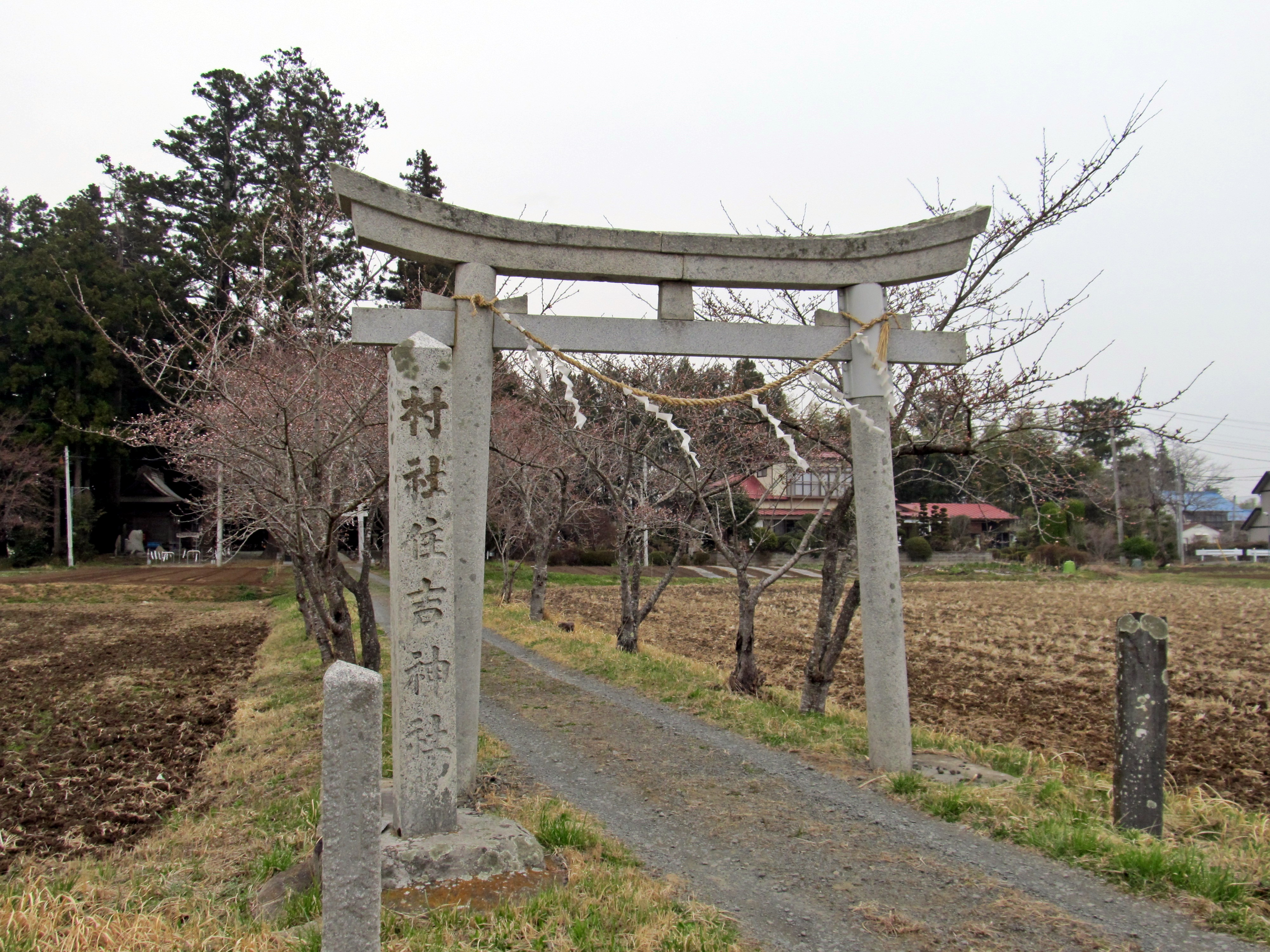
住吉神社第一鳥居
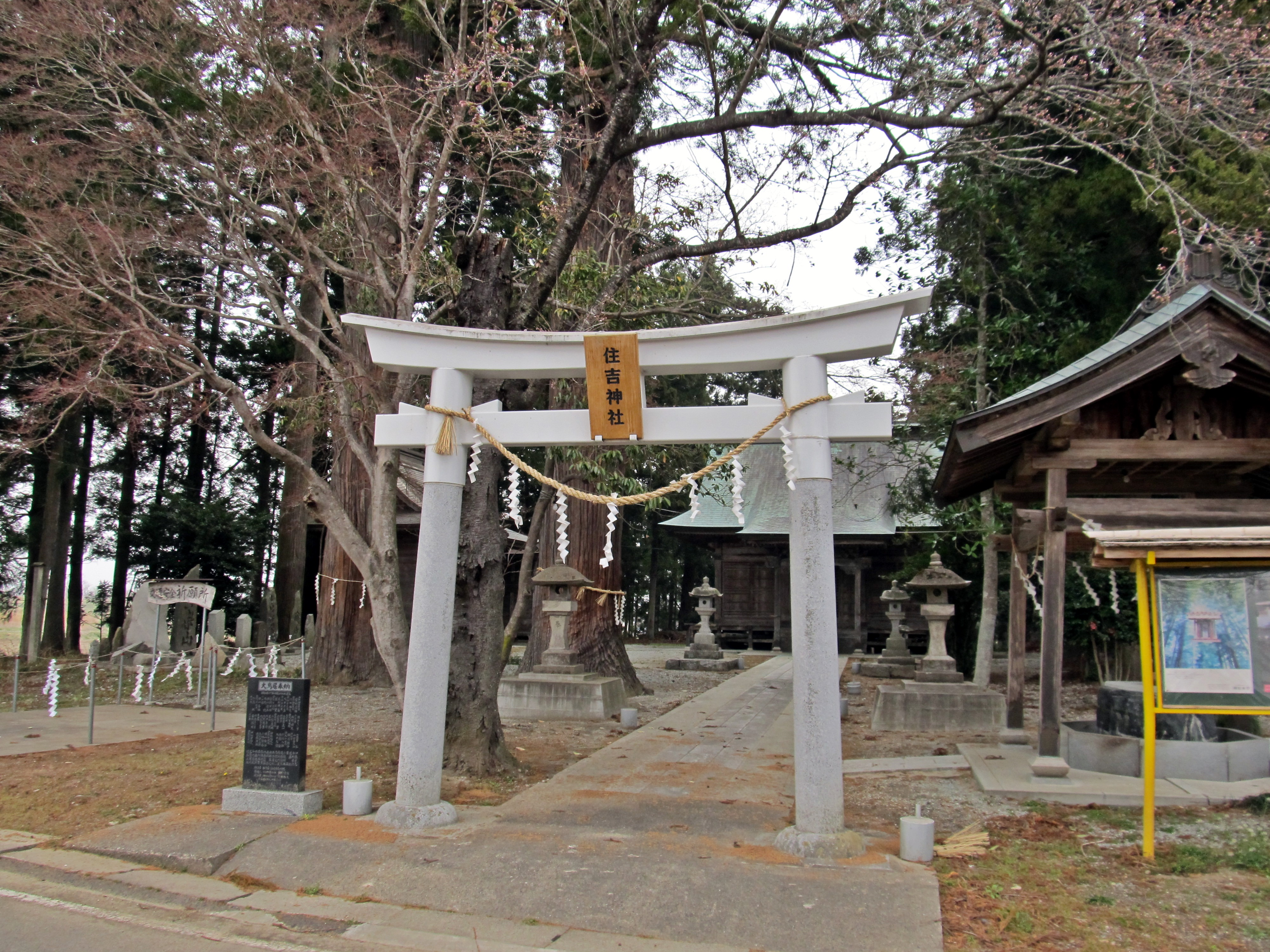
住吉神社第二鳥居
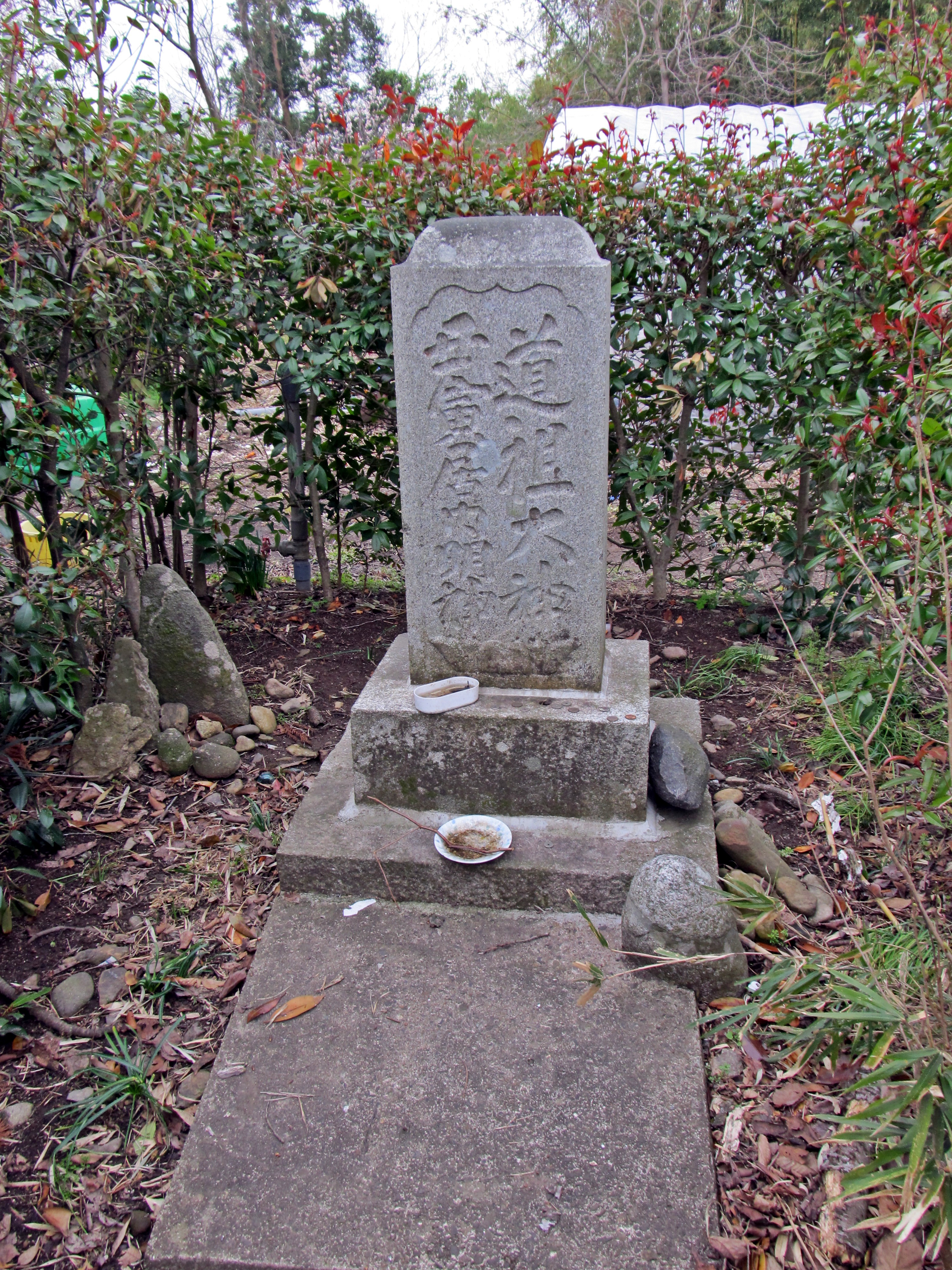
道祖大神・丑寅居内明神の石祠

- 社殿（拝殿・幣殿・一間社流造の本殿）
  - 社殿の礎石などには、伊具郡衙とされる礎石の一部が流用されている。

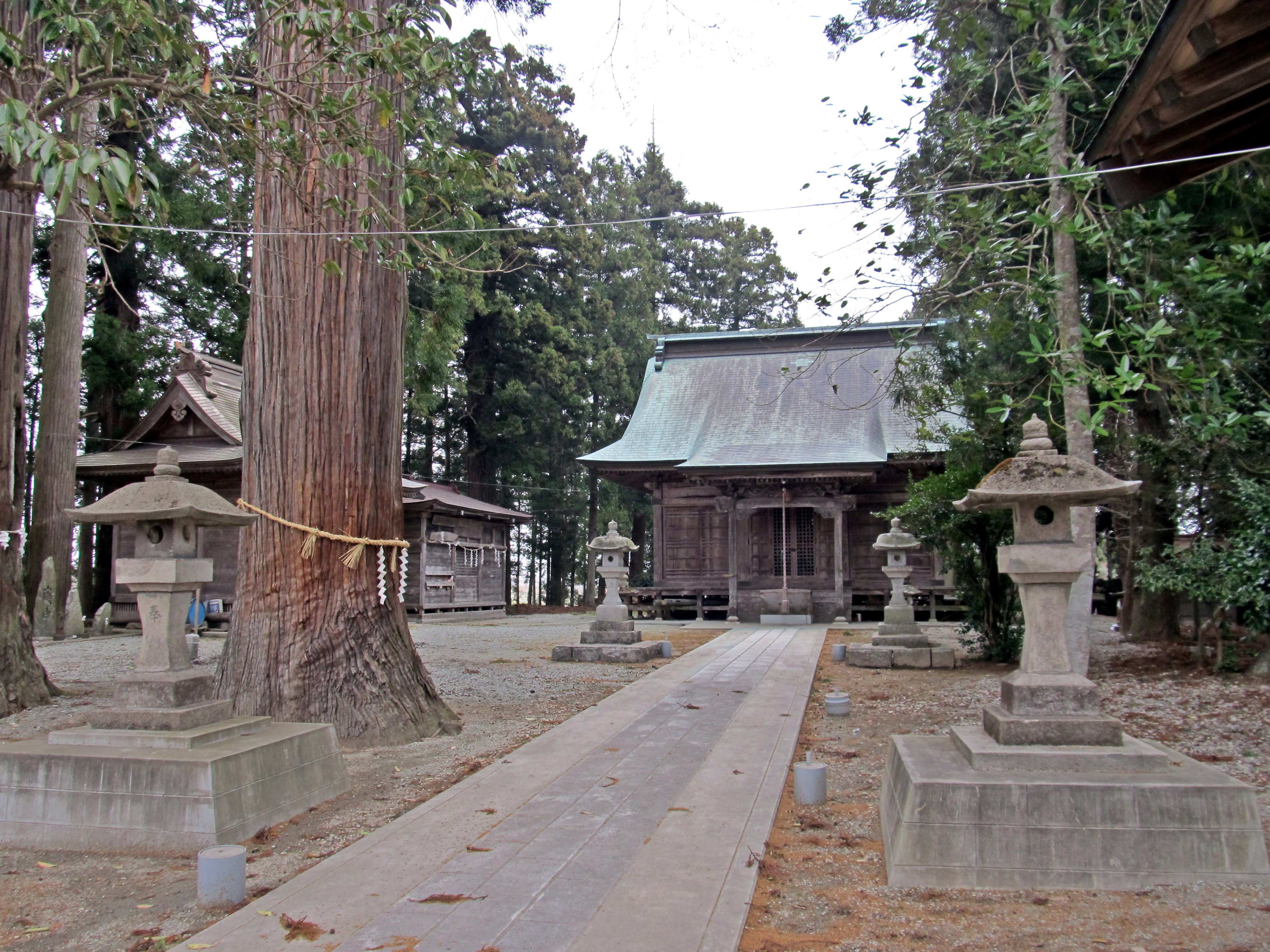
住吉神社境内
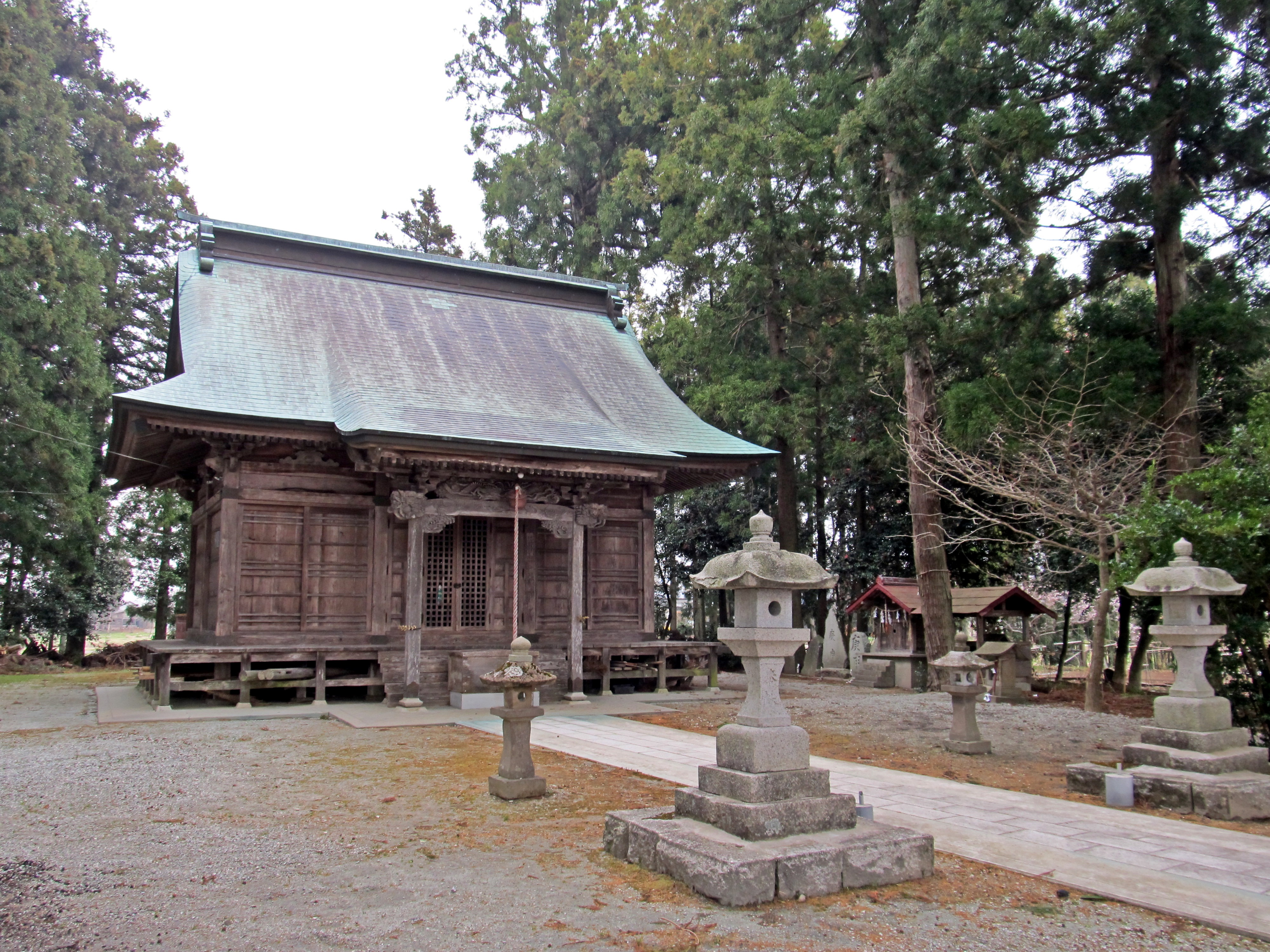
住吉神社境内
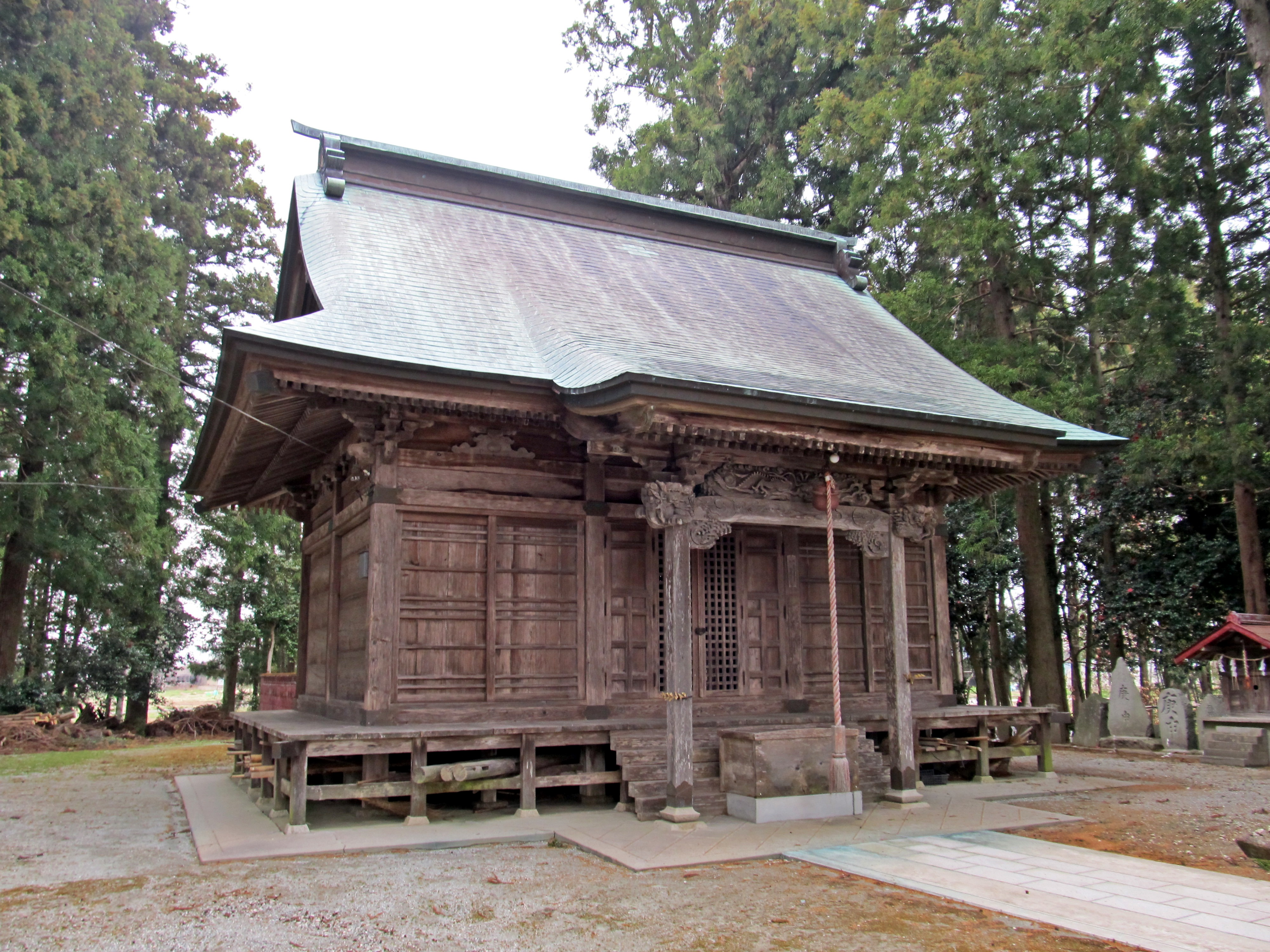
住吉神社拝殿
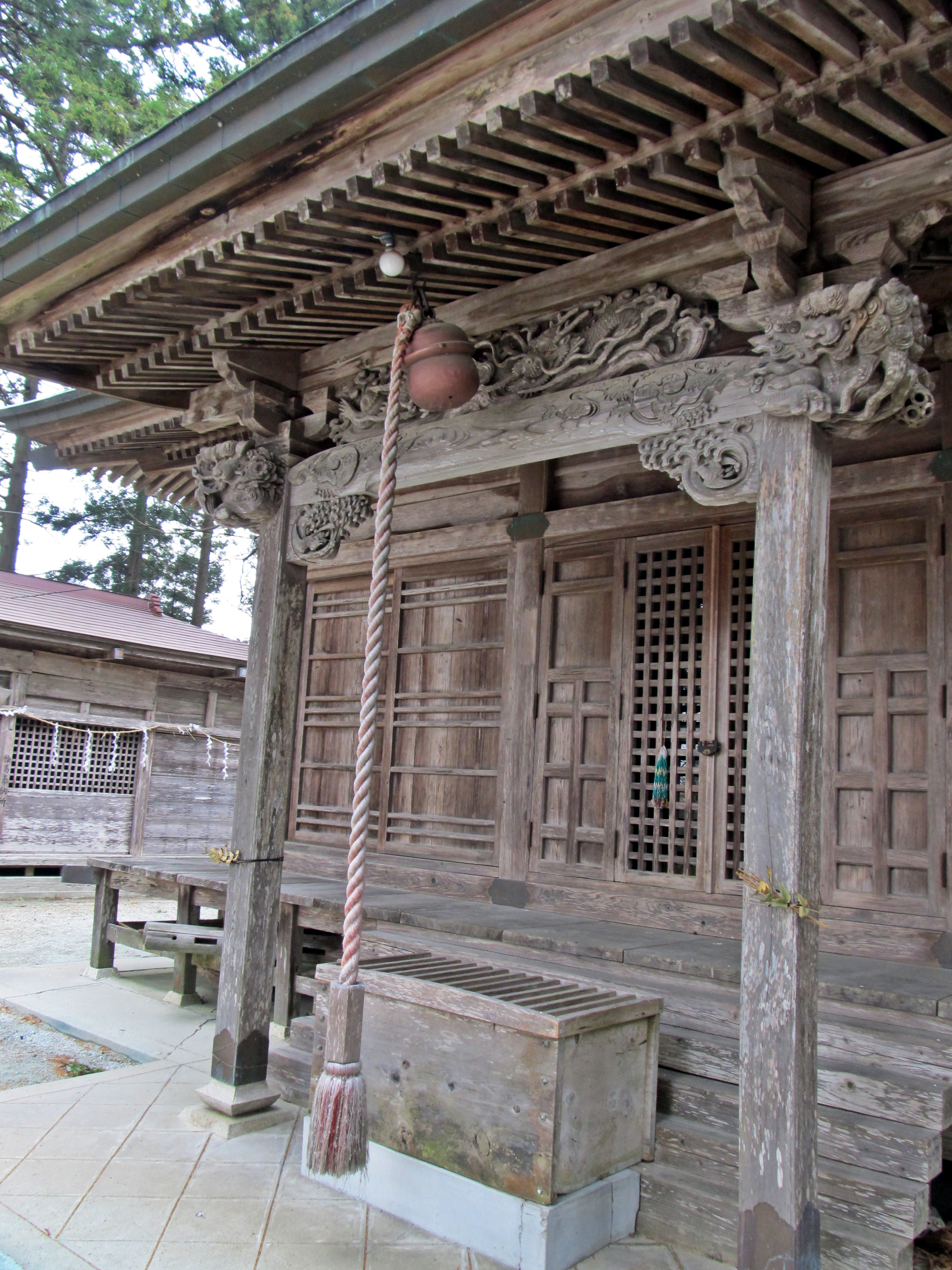
住吉神社拝殿の彫刻
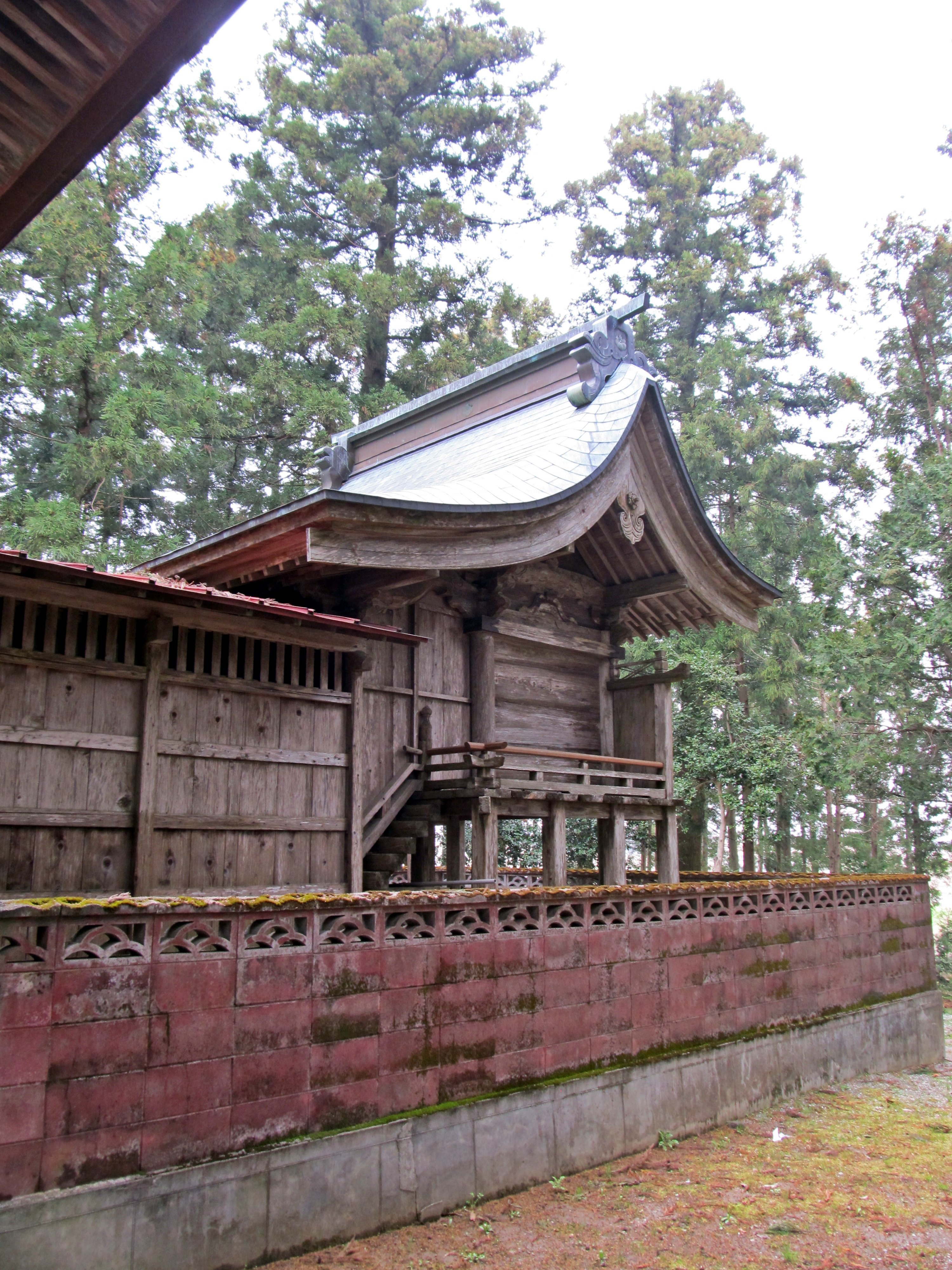
住吉神社本殿
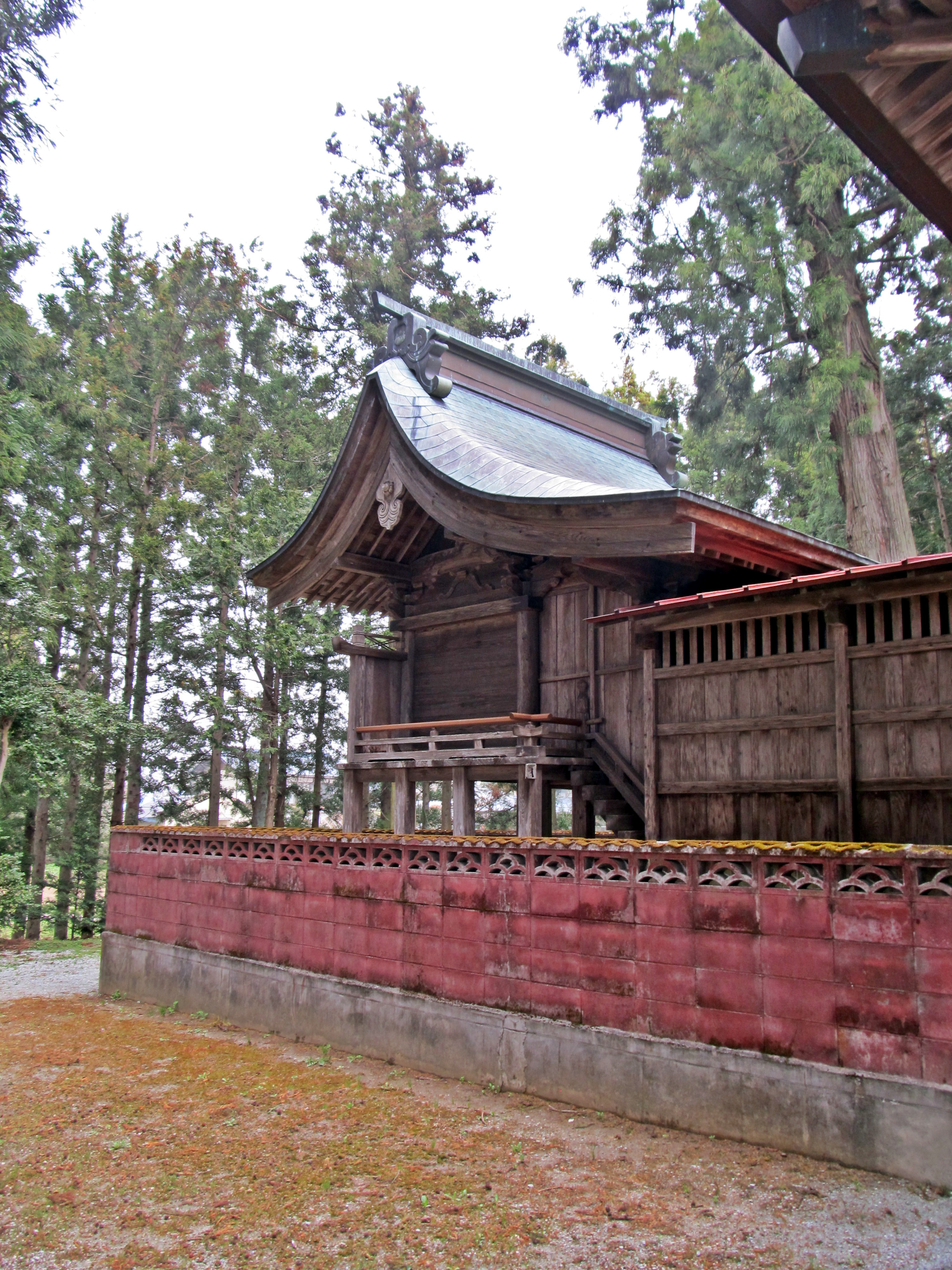
住吉神社本殿

- 境内社
- 巳待の石碑：巳待は己巳（つちのとのみ）の日に行う弁財天の縁日で、蛇の神を祀る石碑である。蛇は弁財天の神使とされ、また、蚕を食べるネズミを退治してくれるため養蚕の守護神とされている。
- 猫神の石碑：巳待の石碑と同じく、蚕の害となるねずみを退治する猫の霊を祀るもの。猫神の石碑は全国でも丸森町に特に多い珍しいものである。
  - その他にも境内には、足尾山石碑、青麻大権現、蚕供養碑、山神碑、湯殿山石碑、金華山石碑、天照皇太神宮・金毘羅大権現石碑、古峯神社、蚕養峰神の石碑などが祀られている。

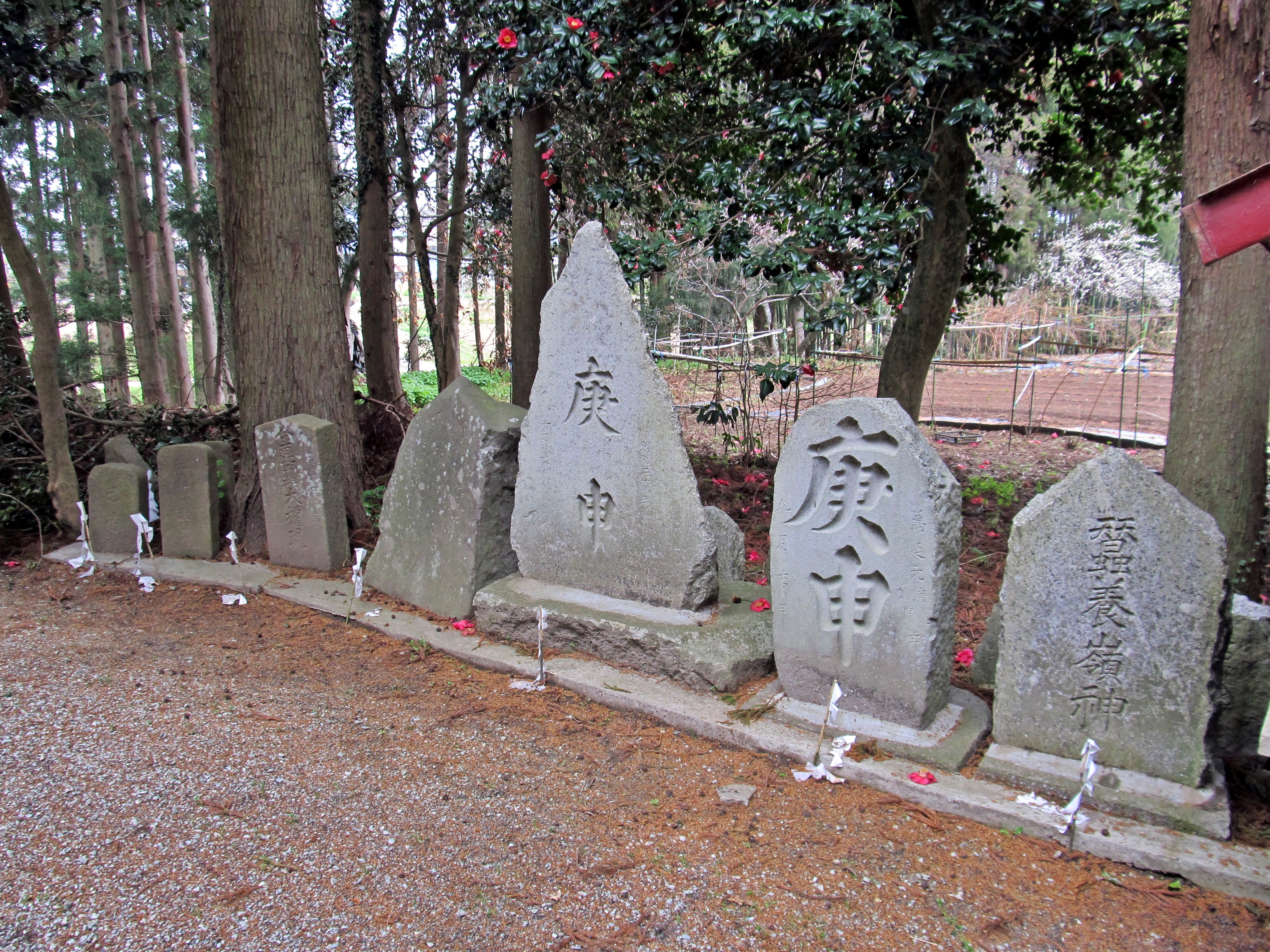
住吉神社の石碑群
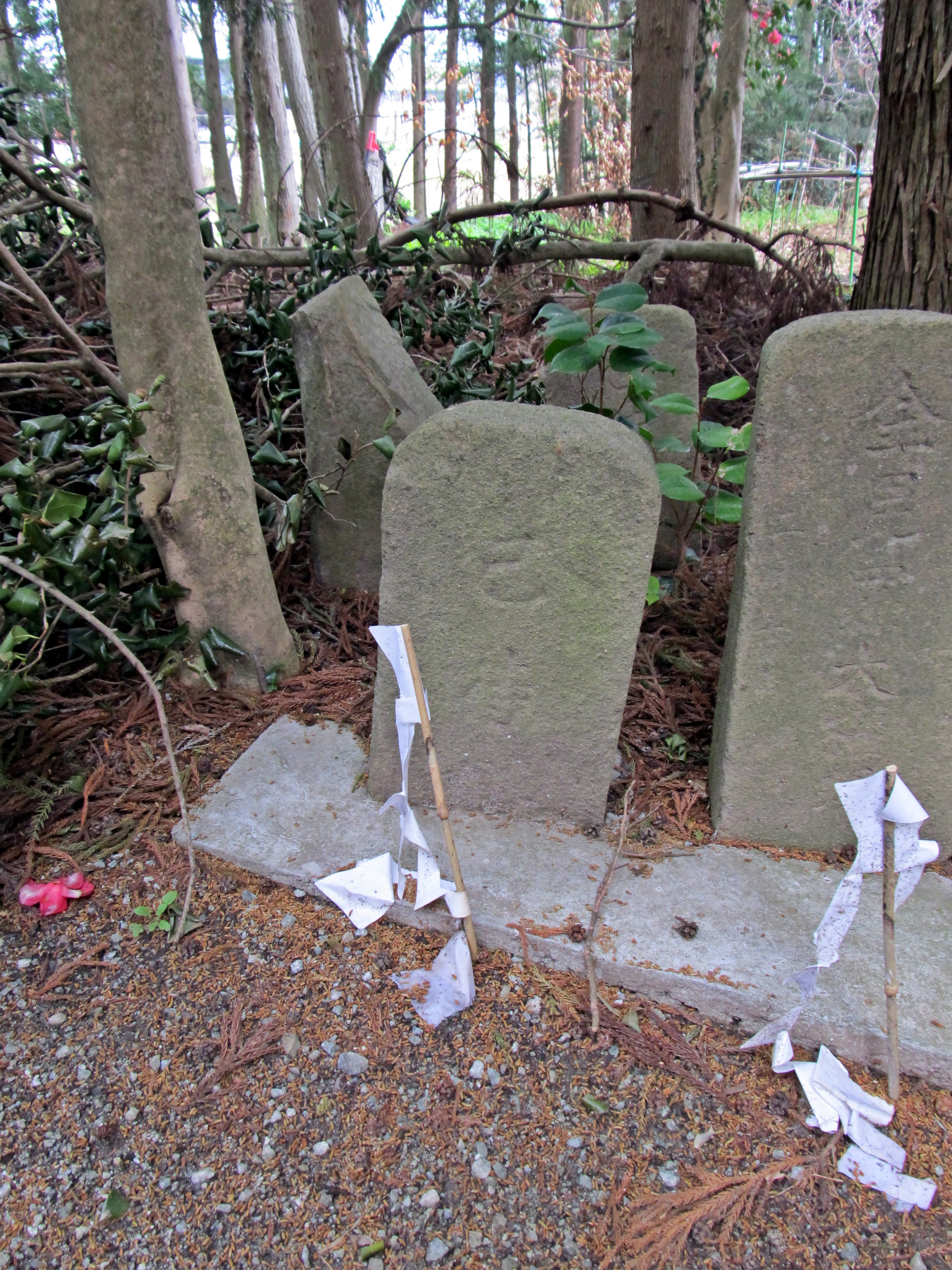
巳待の石碑
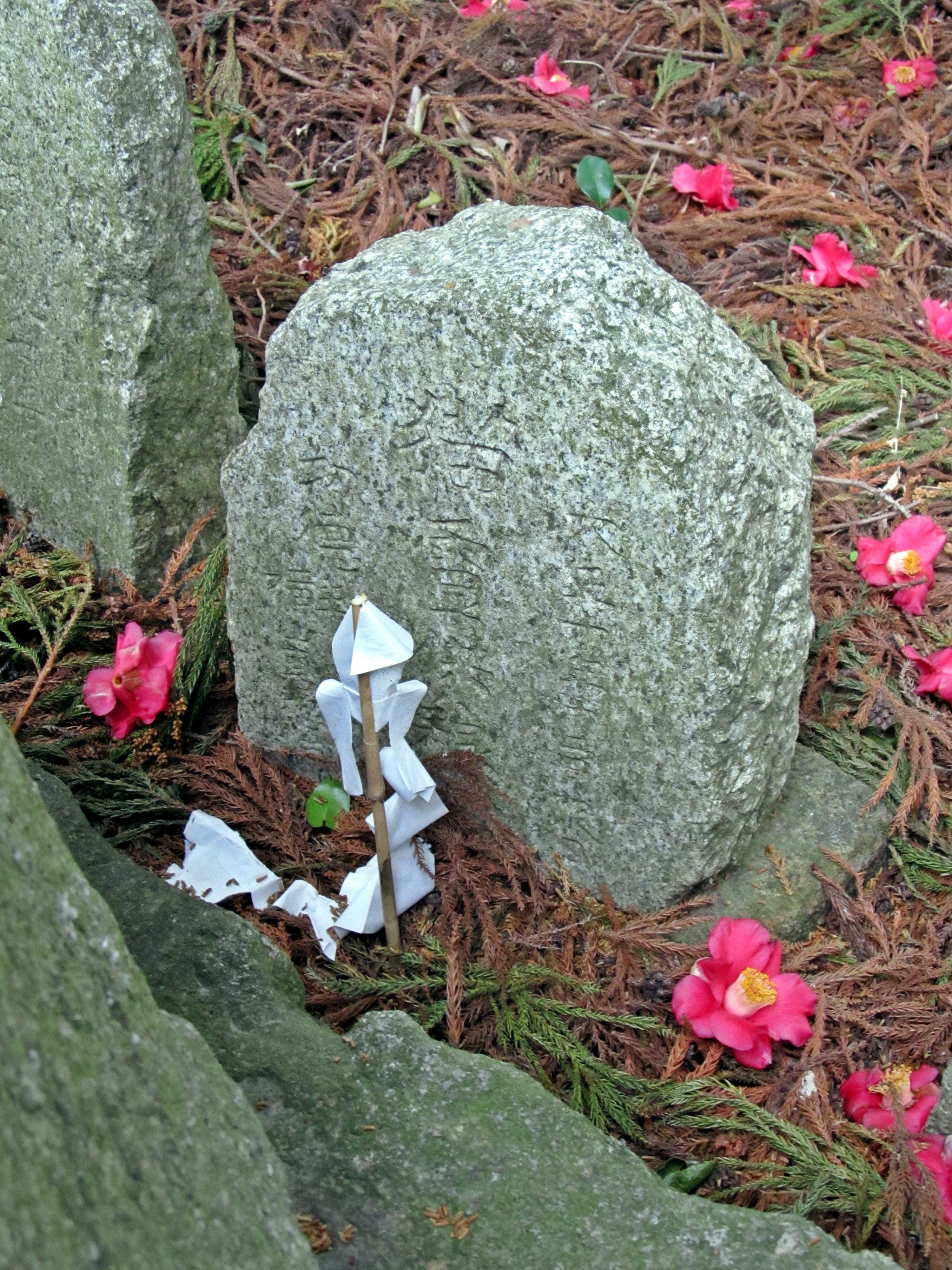
猫神の石碑

- 蚕神様社：もとは笠松地区に鎮座していたものを道路拡張工事に伴い住吉神社へ遷座した。社殿は三社あり、そのうち一番大きなものには「蚕神様（おしらかみさま）」と呼ばれる朱色の長衣を身につけた細身の女神の木像が祀られている。蚕神様は枝野地区の養蚕を物語るもので、養蚕の神として、その他にも眼病予防や災難除け、子供の守り神として信仰されているという。

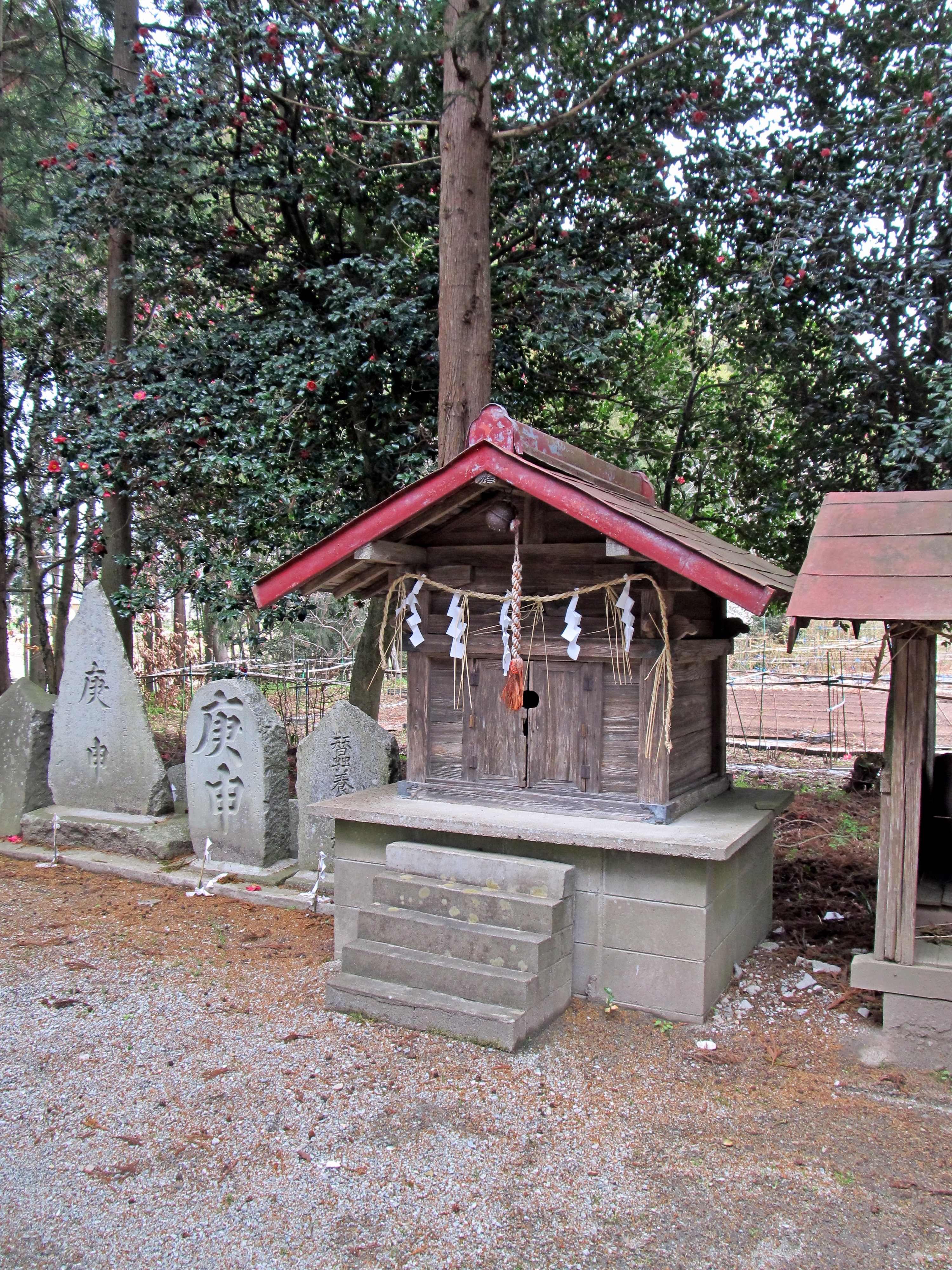
蚕神様社
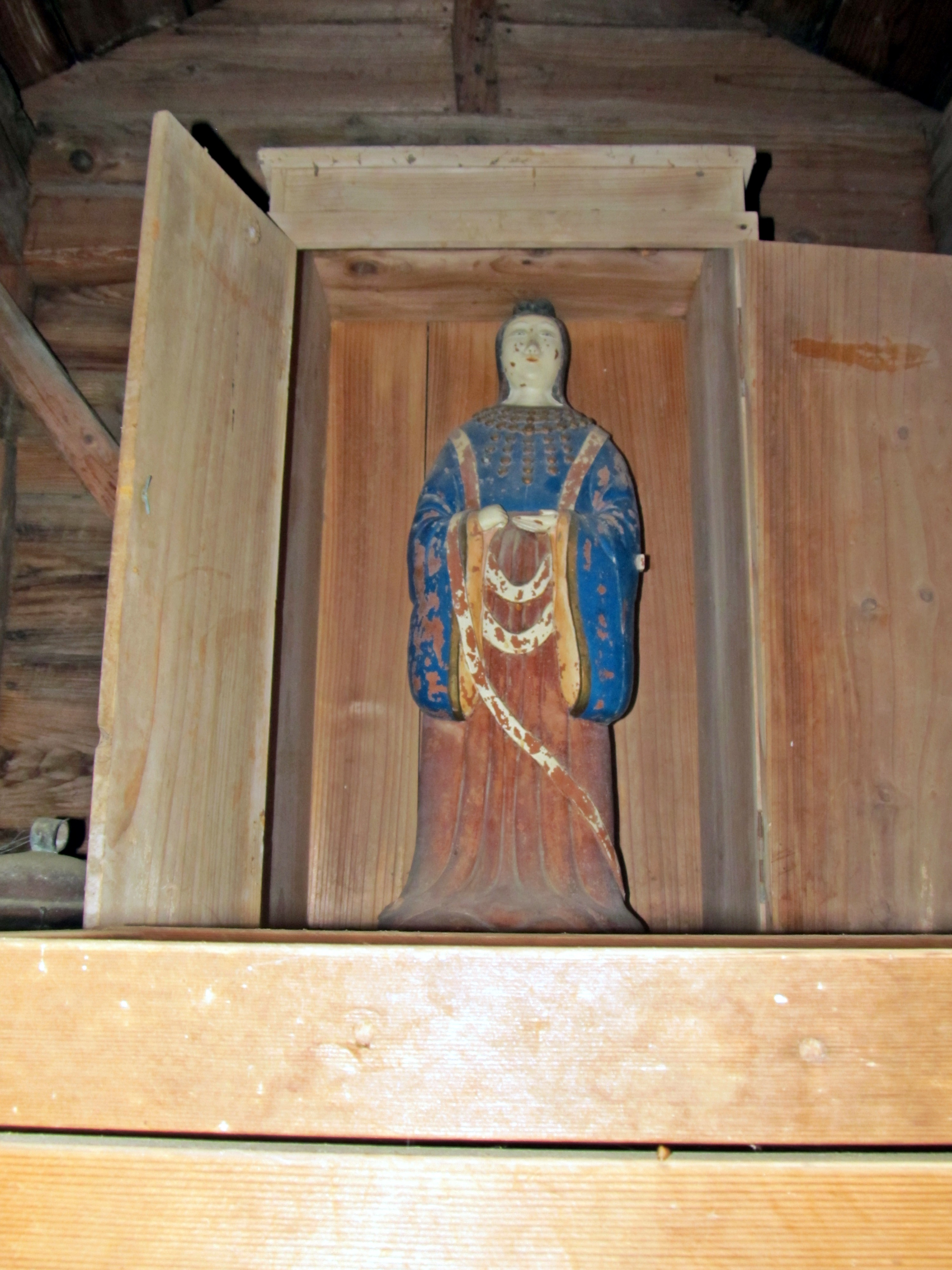
蚕神様社の女神像

- 御神木：樹齢約700年の老杉の大木が2本、境内参道脇に立っている。
- 絵馬堂：正徳2年に再築され昭和3年まで使用されていた旧拝殿を流用したものである。

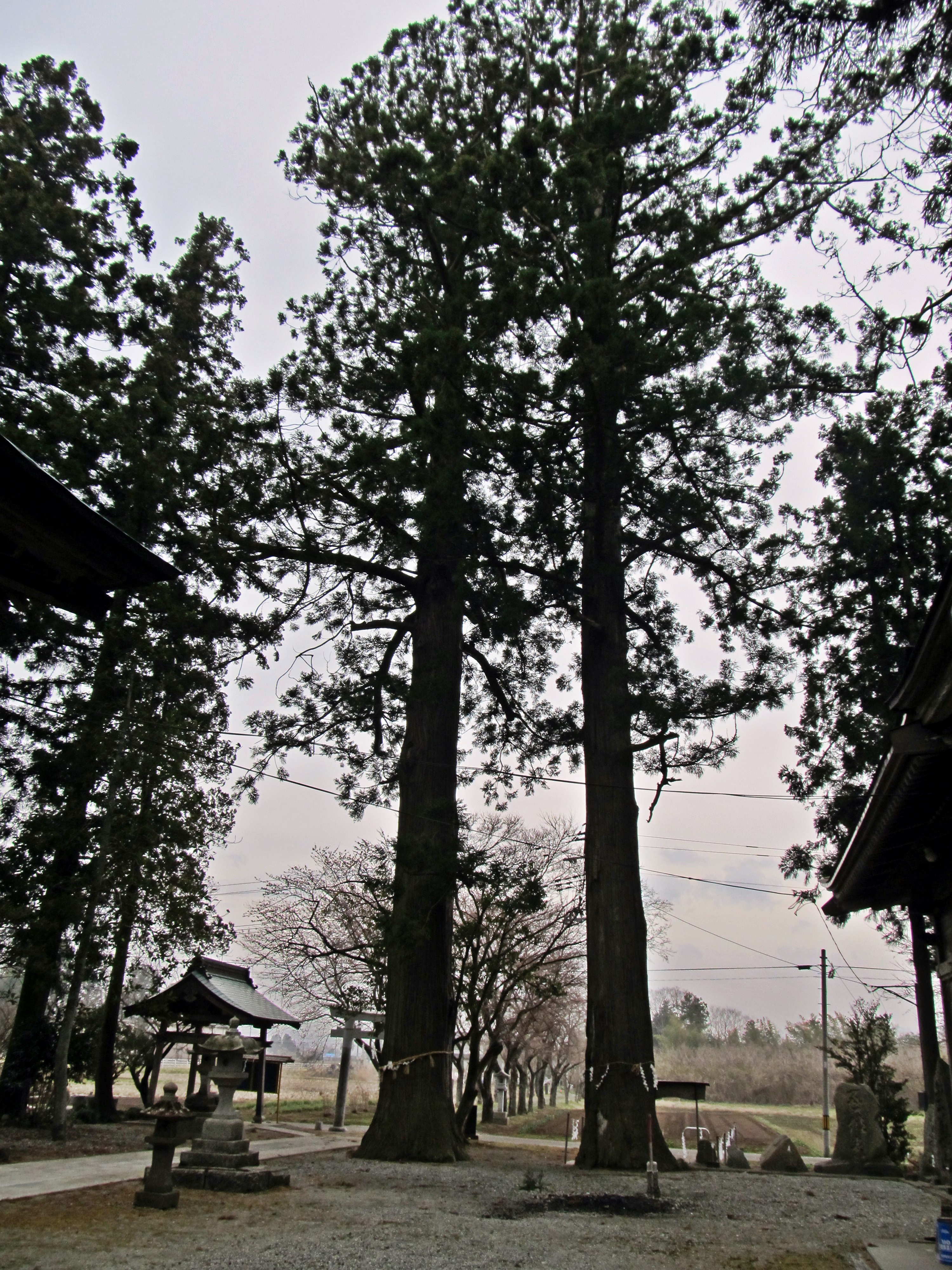
住吉神社の大杉（樹齢約700年）
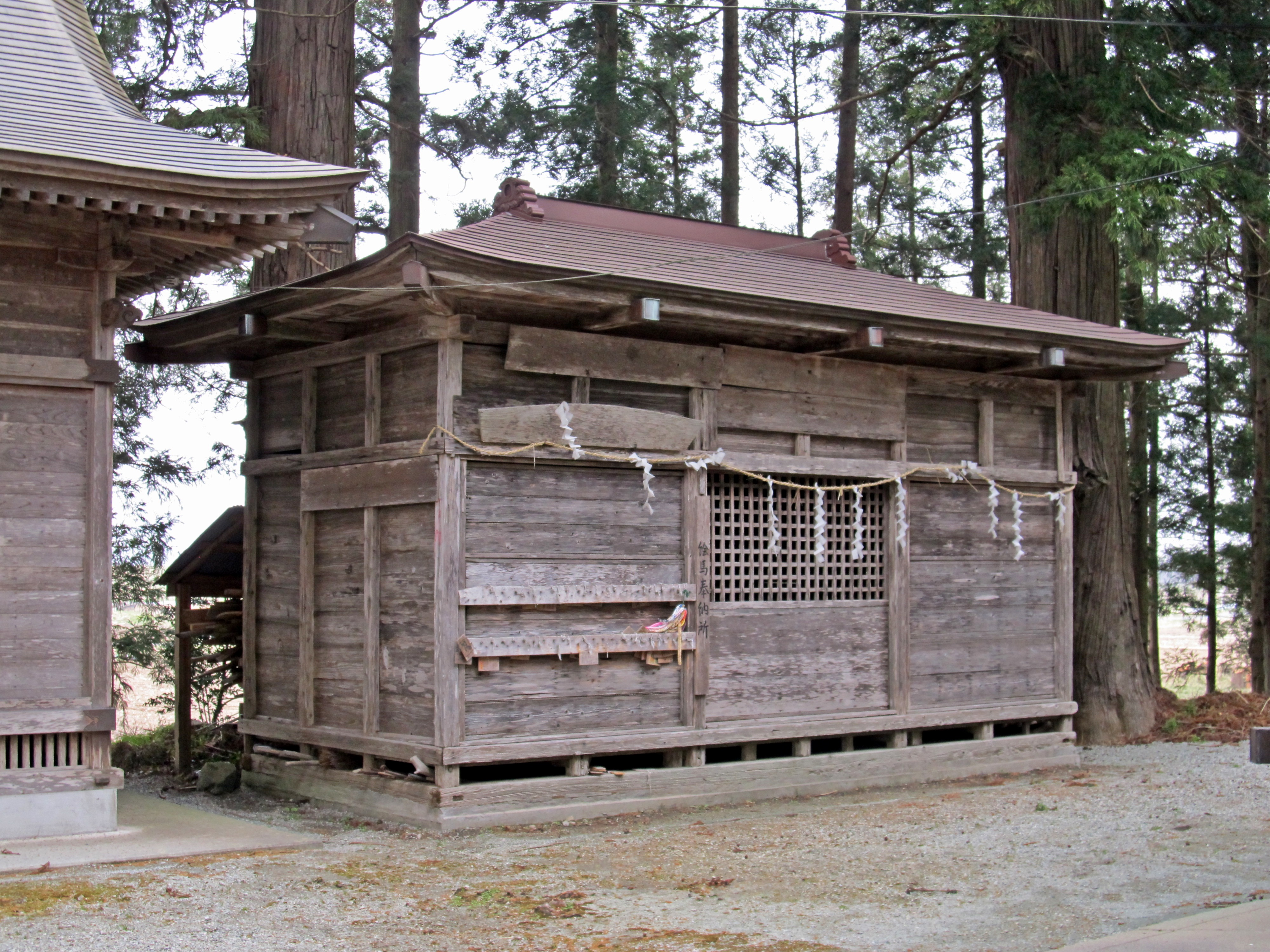
住吉神社絵馬殿（旧拝殿）